# Vladimir Girs
 (juin 2024).
Si vous disposez d'ouvrages ou d'articles de référence ou si vous connaissez des sites web de qualité traitant du thème abordé ici, merci de compléter l'article en donnant les références utiles à sa vérifiabilité et en les liant à la section « Notes et références ».
Vladimir Konstantinovitch Girs (en russe : Владимир Константинович Гирс), né le 21 juin 1861 (9 juin 1861 dans le calendrier julien) et mort le 31 août 1918 dans le golfe de Finlande, est un vice-amiral russe, victime de la Terreur rouge.

## Biographie
Vladimir Konstantinovitch Girs naît le 9 juin 1861 dans le calendrier julien, alors en usage dans l'Empire russe (soit le 21 juin 1861 dans le calendrier grégorien moderne).
En 1861, diplômé du collège naval, Vladimir Konstantinovitch Girs sert en qualité d'officier à bord du croiseur cuirassé Duc d'Édimbourg, du Pervenets, du Svetlana, du clipper Strelok, du Rynda. En 1868, successivement, il commande le yacht impérial Marevo, le Verny, le Moriak, le Kniaz Pozarski (Prince Pozarski) (1905-1906), le croiseur protégé Bogatyr (1906-1908). Entre 1909 et 1915, il occupe le poste de commandant du port de Revel (base navale).
Le 29 avril 1915, le vice-amiral occupe les fonctions de commandant de l'artillerie à la direction générale du ministère de la construction navale. Entre 1916 et 1917, il siège au Conseil de l'Amirauté. En décembre 1917, il est rayé des effectifs de la Marine.
Le 31 août 1918, les tchékistes de Petrograd obligent Vladimir Konstantinovitch Girs et d'autres otages à monter sur une barge. Elle est coulée par les révolutionnaires dans le golfe de Finlande. Il est l'une des nombreuses victimes de la Terreur rouge.